# Frantz-E. Petiteau
Frantz-Emmanuel Petiteau, né le 30 décembre 1971 à Aureilhan (Hautes-Pyrénées), est un auteur français, œuvrant particulièrement dans les Pyrénées.

## Biographie
Déjà étudiant, il se passionne pour le patrimoine culturel pyrénéen. En 2000 et 2001, il assiste Pierre-Yves Corbel dans sa mission d’inventaire du patrimoine pour la DRAC de la région Occitanie  sur le canton d’Arreau. D'abord titulaire d'une licence, puis d’une maîtrise d'histoire de l'art et d'archéologie, il obtient un master II Recherches en anthropologie historique sous la direction d'Abel Kouvouama. Ses recherches se sont surtout articulées autour d’une approche anthropologique et archéologique des anthroposystèmes pyrénéens, en particulier ceux de la Vallée d'Aure (Hautes-Pyrénées) dans la longue durée. En 2005, il a collaboré ponctuellement au programme HIPVAL (Histoire des populations et variation linguistique dans les Pyrénées de l’Ouest) avec Jasone Salaberria Fuldain et Frédéric Bauduer. 
En 2013, Frantz-E. Petiteau a été nommé professeur d'histoire et géographie au Collège/Lycée Notre-Dame de Garaison à Monléon-Magnoac. Dans le cadre du 500e anniversaire des Apparitions, à son initiative quatre conférenciers ont évoqué le passé et l'environnement du Sanctuaire de Notre-Dame de Garaison ainsi que le culte marial.

## Activités
Frantz-Emmanuel Petiteau a contribué à la création et a été responsable pendant cinq ans du Musée de la Vallée d'Aure, à Ancizan. Dans le cadre du programme européen POCTEFA-Interreg Culturas Pirenaicas y Nuevas Tecnologías avec Fernando Romanos Hernando et Fernando Blas Gabarda, il a travaillé pour  NUMERICULTURE GASCOGNE avec Fabrice Bernissan, en tant qu’historien-paléographe.
Par ailleurs, il est président de l'association du Cercle François Marsan, société d'études savante en vallée d'Aure à Guchen.

## Travaux
Il a écrit de nombreux ouvrages sur les vallées, les derniers sur Saint-Lary-Soulan et Bagnères-de-Bigorre, et a dévoilé sur futurs ouvrages sur Sarrancolin et Arreau. Ses nombreuses collectes orales l'ont conduit à publier des ouvrages à caractère ethnologique dont Autrefois en Vallée d'Aure. Contes, légendes et récits de la vallée d'Aure est le fruit de plusieurs années de collecte dans les sources écrites mais surtout auprès des personnes âgées de la vallée d'Aure mais aussi de la vallée du Louron et de la commune Bareilles y compris ses hameaux.
Avec la journaliste, présentatrice de télévision, réalisatrice, animatrice de Midi-Pyrénées Matin, Sandrine Mörch, ils ont aussi enregistré de nombreux témoignages en vidéo. Son ami Ángel Gari Lacruz, ethnologue espagnol, a signé la préface de cet ouvrage en 2006. Il a été également illustré par Jean-Claude Pertuzé, graphiste, illustrateur et auteur de bandes dessinées. Formé à l’Université de Pau et des Pays de l’Adour (UPPA), Patricia Heiniger-Casteret signe la préface du livre Contes, légendes et récits du Louron et des Bareilles.
Globalement ses travaux portent essentiellement sur l’anthropisation des territoires et les relations nature-sociétés du patrimoine culturel pyrénéen.

## Publications

### Ouvrages
- La famille dans les Hautes-Pyrénées : Guchen en Aure, 1830-1930, Éditions L'Harmattan, 2016.
- Bagnères-de-Bigorre, découverte patrimoine (contribution au titre de consultant et référent historique), 2015.
- Metal & fantasy,  Volume 1, édition Camion Blanc, 2014.- Préface de David C. Smith (auteur) (en).
- Metal & fantasy,  Volume 2, édition Camion Blanc, 2022.-[11]
- Les Pyrénées Centrales, coll. « Mémoire en images », Éditions Alan Sutton, 2011.
- Les vallées d'Aure, Louron et Bareilles : entre tradition et modernité, Jean Dieuzaide, éditions Monhélios, 2010.
- Dictionnaire microtoponymique de la commune d’Aspin-en-Lavedan (avec Fabrice Bernissan), éditions de l’Institut d’Études Occitanes, 2010.
- Contes, légendes et récits du Louron et des Bareilles, illustrations de Jean-Claude Pertuzé, préface de Patricia Heiniger-Casteret, ethnologue, Université de Pau & des Pays de l'Adour, Provinces Mosaïques, Éditions Alan Sutton, 2009.
- La vallée d’Aure, vol. 2, coll. « Mémoire en images », Éditions Alan Sutton, 2008.
- La vallée du Louron et des Bareilles, coll. « Mémoire en images », Éditions Alan Sutton, 2008.
- Capvern-les-Bains, coll. « Mémoire en images », Éditions Alan Sutton, 2008.
- Traditions des Hautes-Pyrénées, présentation d’articles, éditions Christian Lacour, 2007.
- Contes, récits et légendes de la vallée d'Aure, illustrations de Jean-Claude Pertuzé, Provinces Mosaïques, éditions Alan Sutton, 2006, (préface de Ángel Gari-Lacruz, anthropologue).
- La vallée d’Aure, coll. « Mémoire en images », Éditions Alan Sutton, 2006.
- La vallée d’Aure autrefois, témoignages et récits, Éditions Alan Sutton, 2005.
- L’église Saint-Brice de Guchen: (collaboration B Petiteau-Leclercq), éditions Christian Lacour, Nîmes 2004.
- Eth pastorat ena vath d’Aura, éditions Lacour, Nîmes (en partenariat avec le Conseil départemental des Hautes-Pyrénées, réédition de François Marsan) 2004
- Les Sobriquets des villages de la vallée d’Aure, éditions Christian Lacour, 2003.
- Les instruments de musique anciens en Vallée d’Aure, Christian Lacour, 2001.
- Du comté d’Aure à la couronne de France : éléments de chronologie historique (XIe siècle-XVe siècle), éditions Christian Lacour, 2001.

#### Aux éditionsfidelis tempore(auto-édition)
- Guchen, Guide patrimoine, édition fidelis tempore, 2016.
- Saint-Lary en vallée d’Aure, Guide patrimoine, édition fidelis tempore, 2014.
- Prompt J., Violeau H., Légendes pyrénéennes, Deux récits en vallée d’Aure, collection « Les textes pyrénéens », édition fidelis tempore, Tarbes, 2012 (Avant propos par Frantz-E. Petiteau).
- Anglade J., Soulan dans mon enfance, collection « Paroles d’Anciens, Témoignages des Pyrénées », édition fidelis tempore, Tarbes, 2012 (Préface de Frantz-E. Petiteau).

#### Aux éditionsÉditions L'Harmattan
- La vallée d’Aure : de la légende à l’histoire, Considérations historiographiques d'une vallée des Pyrénées, Illustrations de Jean-Marc Hornère - Préface de François Réchin - Postface de Denise Péricard-Méa,  Éditions L'Harmattan, 2022[12].
- La famille dans les Hautes-Pyrénées, Guchen en Aure, 1830-1930, Editions L'Harmattan Historiques  1er avril 2016[13].

### Articles
- Des colonnettes de l’ancien archiprêtré d’Aure supérieur à Azet (65), Revue de Comminges et des Pyrénées centrales, Tome CXXXIV, no 2, 2018, p. 413-414.
- La chapelle Notre-Dame d’Artiguelongue dans Petiteau FE, Bacardats JP, Ibos C., Notre-Dame d’Artiguelongue, vallée du Louron, Les Amis de Notre-Dame d’Artiguelongue, sans éditeur, Loudenvielle, 2017.
- « Las piedras sagradas en el Pirineo central francés », Sacra Saxa. Creencias y ritos en peñas sagradas, Actas del Coloquio Internacional celebrado en Huesca del 25 al 27 de noviembre de 2016, Huesca: Instituto de Estudios Altoaragoneses, 2017, pp. 224-240[14].
- Un bénitier roman à Guchen (65), Revue de Comminges et des Pyrénées Centrales, tome CXXIX, 2013-1
- Histoire de cloches : découverte de deux cloches à Saint-Lary (65), Revue de Comminges, CXXVIII, 2012-2, p. 241-242.
- Céramique vernissée du XVIe siècle à Guchen (65), Revue de Comminges et des Pyrénées centrales, tome CXXVII - 2011/1, p. 26–28.
- Découvertes de vestiges antiques et médiévaux à Grézian (Hautes-Pyrénées), Archéologie des Pyrénées Occidentales et des Landes, tome 27, 2008, p. 225–234.
- Le pastoralisme au Moyen Âge en Vallée d’Aure, Revue de Comminges et des Pyrénées centrales, tome CXXIV - 2008/1, p. 7–20.
- Les châteaux pyrénéens de la vallée d’Aure en perdition, Moyen Âge no 31, novembre-décembre 2002, p. 55–59.
- Cantons d’Arreau et de Vielle-Aure, Sites fortifiés médiévaux en haute vallée d’Aure (Moyen Âge), Bilan scientifique 1999, Direction régionale des affaires culturelles Midi-Pyrénées, Service régional de l’Archéologie, p. 181–182.
- Cantons d’Arreau et de Vielle-Aure, carte archéologique (Moyen Âge), Bilan Scientifique 1998, Direction régionale des affaires culturelles Midi-Pyrénées, Service Régional de l’Archéologie, p. 202–203.
- Tessons de poterie médiévale et moderne à Guchen (65), Archéologie des Pyrénées occidentales et des Landes, tome 12, 1992, p. 166.
- Réédition de deux ouvrages  en un volume par Lacour Rediviva, Nîmes, 2009.

La Montagne d’Espiaup / MM. Édouard Piette et Julien Sacaze. Extrait du Bulletin de la Société d’Anthropologie de Paris, 31 p. 1877
Association française pour l’avancement des sciences. Congrès de Paris, 1878. M. Julien Sacaze : Le culte des pierres dans le pays de Luchon. Paris, AFAS, 1879.